# ديفيد براون (عسكري)
ديفيد براون (بالإنجليزية: David Brown)‏ هو عسكري أمريكي، ولد في 1740، وتوفي في 1812.